# Paul Perez (football)
Ne doit pas être confondu avec Paul Perez (joueur de rugby à XV samoan).
Baroukh Paul Perez, né le 7 mars 1925 à Tunis dans le protectorat français de Tunisie et mort le 26 avril 2013, à Nice, est un joueur français de football évoluant au poste d'attaquant.

## Biographie
Attaquant actif et opportuniste, Perez était réputé pour être solide sur ses appuis. Il commence sa carrière professionnelle en 1946 avec le club de l'OGC Nice (alors en D2). Il monte en D1 lors de la saison 1948-49.
En juillet 1951, Perez, surnommé « Popaul », quitte la D2 et rejoint le club aquitain des Girondins de Bordeaux en D1, avec qui il ne dispute qu'une seule rencontre (en championnat) en quatre mois.
Il rejoint alors le FC Nantes avec qui il termine sa carrière en 1954.